# Anisobas seyrigi
Anisobas seyrigi là một loài tò vò trong họ Ichneumonidae.